# Embèrt
Embèrt (en occità Embèrt, en francès Ambert) és una ciutat d'Alvèrnia-Roine-Alps, al nord d'Occitània. Administrativament, pertany al departament francès del Puèi Domat.

## Curiositats
En l'església d'aquesta població va ser organista el castellonenc Mateu Pitarch Simó.

## Fills
- Emmanuel Chabrier (1841 - París, 1894), pianista i compositor musical.